# Ichnopus teretis
Ichnopus teretis is een vlokreeftensoort uit de familie van de Uristidae. De wetenschappelijke naam van de soort is voor het eerst geldig gepubliceerd in 1981 door Andres.